# Ava Blank

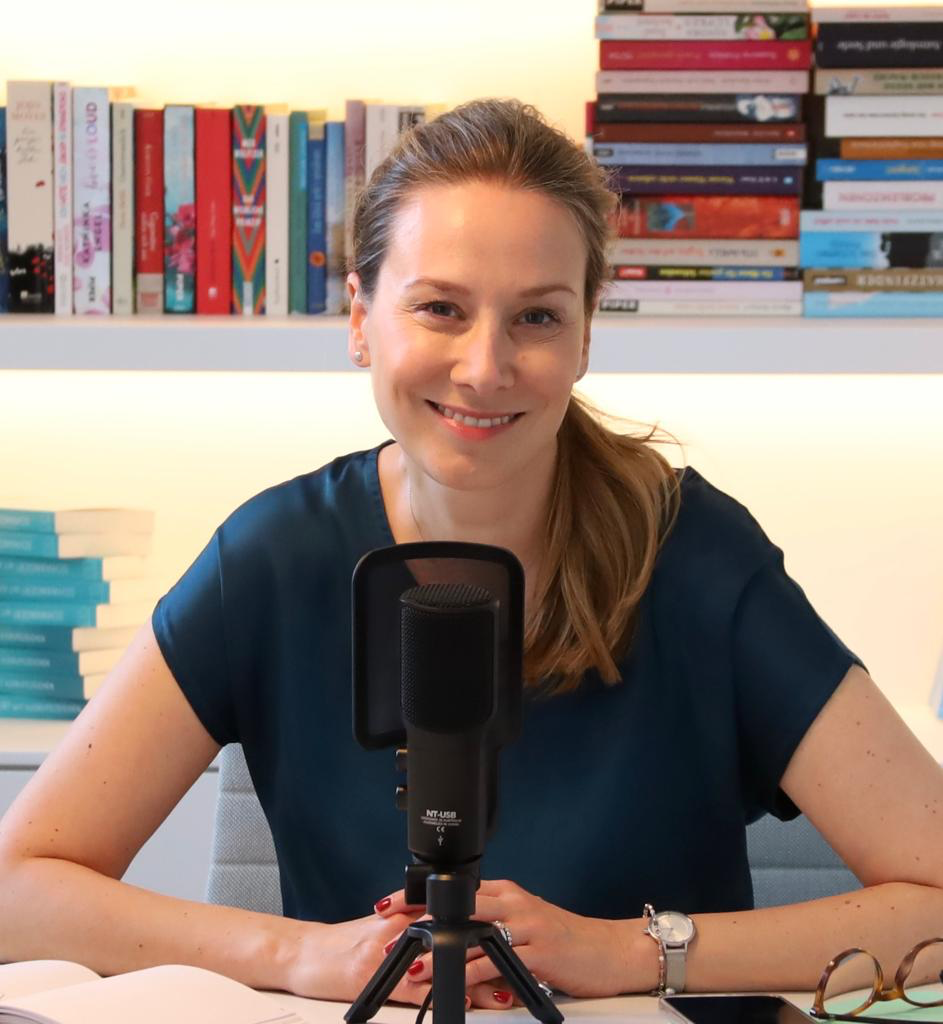
Ava Blank alias Kerstin Lamberz geb. Janzen

Ava Blank alias Kerstin Lamberz geb. Janzen (* 22. Februar 1977 in Bensheim an der Bergstraße) ist eine deutsche Drehbuch- und Romanautorin. Unter ihrem offenen Pseudonym schreibt sie Drehbücher, Romane und betreibt einen Podcast. Sie lebt in München.

## Biografie
Die Tochter einer Ungarin und eines Deutschen zog 1990 nach der Trennung ihrer Eltern mit der Mutter nach Berlin. Dort absolvierte sie 1996 das Abitur an der Askanischen Oberschule in Berlin/Tempelhof und nahm direkt im Anschluss das Studium der Nord-Amerikanistik, Kunstgeschichte und Allgemeinen und Vergleichenden Literaturwissenschaften an der Freien Universität Berlin auf. 1998 erhielt sie ein einjähriges Stipendium für Kunstgeschichte an der Vrijen Universiteit Amsterdam. Nach ihrer Rückkehr wechselte Blank an die RWTH Aachen, wo sie ihr Magisterstudium in Betriebspädagogik mit den Nebenfächern Psychologie und Kunstgeschichte mit Auszeichnung abschloss. Für ihre herausragenden Leistungen erhielt sie die Springorum-Denkmünze und zählte damit zu den besten 10 Prozent ihres Jahrgangs.
Danach zog es Ava Blank aus beruflichen Gründen ihres damaligen Mannes nach München, wo sie am Lehrstuhl für Allgemeine Pädagogik der LMU als wissenschaftliche Mitarbeiterin tätig war. Im Rahmen ihrer Tätigkeit initiierte sie das Münchner Tourenprogramm für Pädagogen (MTP). Es folgte der Wechsel in die freie Wirtschaft als Beraterin, Trainerin und Coach für die strategische Personalentwicklung. Nebenbei absolvierte sie ein Fernstudium zum psychologischen Berater, Personal & Business Coach, ist geprüfte Trainerin zur methodischen Arbeit mit Seminarschauspielern, zertifizierte DISG-Trainerin und diplomierte Supervisorin.
Seit 2021 arbeitet Ava Blank als freiberufliche Autorin. Sie setzt ihr Fachwissen aus dem Bereich der Psychologie für die Zeichnung facettenreicher und komplexer weiblicher Hauptfiguren ein. Jenseits von Stereotypen entstehen Charaktere, die gesellschaftsrelevante Fragestellungen eines zeitgemäßen Frauenbildes widerspiegeln. In ihrem Roman „Schwanger! Mit Ausrufezeichen“ bearbeitet sie den inneren Konflikt einer Frau, deren ungeplante Schwangerschaft ihren Kampf um die weibliche Selbstbehauptung porträtiert. Der Folgeroman „Lebenslang? Mit Fragezeichnen “ schickt die Protagonistin und den Leser auf die Reise nach sich selbst und der allesbewegenden Frage: Was will ich wirklich? Ihr autobiografischer Essay „10 Tage ohne “ beschreibt die Erfahrungen einer völlig erschöpften Zweifach-Mutter, die zehn Tage allein ohne Familie Urlaub auf Mallorca macht.
Ihr Debütroman „Schwanger! Mit Ausrufezeichen“ weckte das Interesse der Film- und Fernsehindustrie. Seitdem ist Ava Blank auch als Drehbuchautorin tätig.
Ava Blank ist geschieden und hat zwei Töchter.

## Veröffentlichungen
- Janzen, Kerstin; Kettler, German; Oehme, Olaf. Rahmenkonzept der Einführung und Benutzerqualifizierung für AR-Systeme. In: Benutzerzentrierte Gestaltung von Augmented-Reality-Systemen / Holger Luczak, Franz Koller ... (Hrsg.), Seite(n)/Artikel-Nr.: 55-63[4]
- Ava Blank. Schwanger! Mit Ausrufezeichen, Roman, ISBN 978-3-7543-0770-0
- Ava Blank. Lebenslang? Mit Fragezeichen, Roman, ISBN 978-3-7557-3362-1
- Ava Blank.10 Tage ohne. Reisetagebuch einer erschöpften Mutter, Essay